# Mycteroperca acutirostris
Mycteroperca acutirostris là một loài cá biển thuộc chi Mycteroperca trong họ Cá mú. Loài này được mô tả lần đầu tiên vào năm 1828.

## Phân bố và môi trường sống
M. acutirostris có phạm vi phân bố tương đối rộng rãi ở vùng biển Tây Đại Tây Dương. Ở vịnh Mexico, loài này được tìm thấy ngoài khơi bang Louisiana (Hoa Kỳ); ngoài khơi bang Veracruz (México). Ở biển Caribe, chúng được tìm thấy khắp Cuba và Jamaica; đảo Navassa; Puerto Rico đến Anguilla; đảo San Andres và từ Panama qua đến Venezuela ở Nam Mỹ. Loài này còn được tìm thấy dọc theo vùng bờ biển Brazil, từ bang Espirito Santo đến bang Santa Catarina. Ghi nhận của nó tại quần đảo Canary (thuộc Tây Ban Nha) có lẽ là nhầm lẫn với Mycteroperca fusca.
M. acutirostris trưởng thành sống thành nhóm khoảng hàng chục cá, bơi xung quanh các rạn san hô ở vùng đáy đá; cá con sống trong các thảm cỏ biển hay rạn đá ngầm ở hồ thủy triều, hoặc khu vực rừng ngập mặn, ở độ sâu khoảng 40 m trở lại.

## Mô tả
M. acutirostris trưởng thành có chiều dài cơ thể lớn nhất được ghi nhận là 80 cm. Đầu và thân của cá thể trưởng thành có màu nâu xám, nhiều đốm trắng. Có 3 - 4 sọc nâu sẫm phía sau mắt. Thân dưới có những sọc gợn sóng. Vây sẫm màu hơn cơ thể và có những đốm vệt trắng. Cá con có một đốm đen nhỏ trên cuống đuôi.
Số gai ở vây lưng: 11; Số tia vây mềm ở vây lưng: 15 - 17; Số gai ở vây hậu môn: 3; Số tia vây mềm ở vây hậu môn: 10 - 12; Số tia vây mềm ở vây ngực: 15 - 17; Số lược mang: 48 - 55; Số vảy đường bên: 67 - 77.
Thức ăn của M. acutirostris là cá mòi, và cũng bao gồm các loài sinh vật phù du, động vật giáp xác và động vật thân mềm.